# IC 5038
IC 5038 ist eine Balken-Spiralgalaxie vom Hubble-Typ Sb im Sternbild Pfau am Südsternhimmel.
Das Objekt wurde am 23. August 1900 vom US-amerikanischen Astronomen DeLisle Stewart entdeckt.